# Golborne
Golborne è una località di 23.119 abitanti della contea della Grande Manchester, in Inghilterra, già comune fino al 1974.